# Ciss Parkin
Pour les articles homonymes, voir Parkin.
Cecil Harry Parkin, dit Ciss Parkin, est un joueur de cricket international anglais né le 18 février 1866 à Eaglescliffe et décédé le 15 juin 1943 à Manchester. Ce spin bowler effectue la majeure partie de sa carrière au sein du Lancashire County Cricket Club. Il dispute dix test-matchs avec l'équipe d'Angleterre entre 1920 et 1924.

## Bilan sportif

### Principales équipes
|            | Test        |
| ---------- | ----------- |
| Angleterre | 1920 - 1924 |
|            | First-class |
| Yorkshire  | 1906        |
| Lancashire | 1914 -1926  |